# سن-گیزلن
شهر سن-گیزلن (به فرانسوی: Saint-Ghislain) در شهرستان من در استان انو در منطقه فدرال والوون در کشور بلژیک واقع شده‌است.